# Universitatea din Londra
51°31′16″N 0°7′44″V / 51.52111°N 0.12889°V
Universitatea din Londra (în engleză University of London) este una dintre cele mai vechi universități din Marea Britanie și printre cele mai mari universități din lume. Ea cuprinde în prezent 19 colegii independente și 12 institute. La universitate studiază în total peste 170.000 de studenți. Cancelarul universității este Prințesa Anne a Marii Britanii, iar vicecancelarul universității este Sir Graeme Davies. Cea mai mare parte a universității se află în cartierul (burgul) Camden din Londra.

## Istoric
Universitatea a luat ființă prin edict regal în anul 1836.

## Colegii
- Birkbeck, University of London
- Central School of Speech and Drama
- Courtauld Institute of Art
- Goldsmiths, University of London
- Heythrop College
- Institute of Cancer Research
- Institute of Education
- King’s College London (KCL)
- London Business School (LBS)
- London School of Economics and Political Science (LSE)
- London School of Hygiene and Tropical Medicine
- Queen Mary, University of London (QMUL)
- Royal Academy of Music
- Royal Holloway, University of London (RHUL)
- Royal Veterinary College
- The School of Oriental and African Studies (SOAS)
- The School of Pharmacy
- University College London (UCL)
- St George’s, University of London, inițial: St George’s Hospital Medical School

## Institute
- School of Advanced Study cuprinde institutele:
  - Institute of Advanced Legal Studies
  - Institute of Classical Studies
  - Institute of Commonwealth Studies
  - Institute of English Studies (cu Centre for Manuscript and Print Studies),
  - Institute of Germanic & Romance Studies
  - Institute of Historical Research
  - Institute of Musical Studies
  - Institute of Philosophy
  - Institute for the Study of the Americas
  - Warburg Institute
- University of London Institute in Paris, inițial: British Institute in Paris
- University Marine Biological Station, Millport